# Craterestra lucina
Craterestra lucina är en fjärilsart som beskrevs av Druce 1889. Craterestra lucina ingår i släktet Craterestra och familjen nattflyn. Inga underarter finns listade i Catalogue of Life.